# Kimmo Kinnunen
Kimmo Paavali Kinnunen (* 31. března 1968, Äänekoski) je bývalý finský atlet, jehož specializací byl hod oštěpem. Největších úspěchů dosáhl na mistrovství světa, když v Tokiu 1991 získal zlatou a o dva roky později ve Stuttgartu stříbrnou medaili.
V roce 1986 skončil na prvním ročníku juniorského mistrovství světa v Athénách na pátém místě. O rok později byl pátý také na juniorském mistrovství Evropy v Birminghamu. Třikrát reprezentoval na letních olympijských hrách, třikrát se kvalifikoval do finále. V Soulu 1988 se umístil výkonem 78,04 na desátém místě. O čtyři roky později na letních hrách v Barceloně byl medaili nejblíže, když skončil těsně pod stupni vítězů, čtvrtý (82,62 m). Stříbro zde mj. vybojoval jeho krajan Seppo Räty. Nejlepší výkon předvedl na olympiádě v Atlantě 1996, kde poslal oštěp do vzdálenosti 84,02 m. Tento výkon však stačil na sedmé místo. Jeho osobní rekord z roku 1991 má hodnotu 90,82 m.
Jeho otec Jorma Kinnunen se rovněž věnoval oštěpu. Na letních olympijských hrách v Ciudad de México 1968 získal stříbrnou medaili.